# Врт
Врт (словен. Vrt) — поселення в общині Кочев'є, регіон Південно-Східна Словенія, Словенія. Висота над рівнем моря: 210,4 м.